# Romário Pires
Romário, właśc. Romário Santos Pires (ur. 16 stycznia 1989 w Rio de Janeiro, w stanie Rio de Janeiro, Brazylia) – brazylijski piłkarz, grający na pozycji pomocnika.

## Kariera klubowa
Jest wychowankiem miejscowego klubu Botafogo, w 2008 szkolił się również w portugalskim Boavista FC, ale powrócił do Botafogo. W 2010 rozpoczął karierę piłkarską w klubie Olaria. Po pół roku przeniósł się do Duque de Caxias, skąd był wypożyczony do Marcílio Dias i Macaé. Latem 2012 roku wyjechał do Rumunii, gdzie bronił barw klubu Gloria Bystrzyca. Latem 2013 przeszedł do Petrolulu Ploeszti. Na początku września 2014 roku został piłkarzem Maccabi Netanja. 
W 2016 przeszedł do Maccabi Hajfa, a następnie do Maccabi Petach Tikwa.

## Sukcesy i odznaczenia

### Sukcesy klubowe
- zdobywca Pucharu Rumunii: 2013